# Biệt thự "Aida"
Biệt thự "Aida" (tiếng Ba Lan: Willa „Aida") là một tòa nhà bằng gỗ lịch sử được xây dựng vào thế kỷ 19, tọa lạc tại số 7 phố Jarosław Iwaszkiewicz, Podkowa Leśna, Ba Lan.

## Lịch sử
Biệt thự được Stanisław Wilhelm Lilpop xây dựng vào khoảng năm 1900. Trong chiến tranh thế giới thứ nhất, biệt thự đã bị tàn phá một phần. Sau đó, Anna Iwaszkiewicz nhũ danh Lilpop và Jarosław Iwaszkiewicz sử dụng biệt thự. Vào thời điểm đó, biệt thự là nơi sinh hoạt của nhóm thơ "Skamander" và những người bên ngoài nhóm. Trong thập niên 1930, "Aida" đổi chủ và hoạt động như một nhà nghỉ, khách lưu trú ở đây trong vài giờ hoặc vài ngày.
Sau Chiến tranh thế giới thứ hai, biệt thự thêm nhiều lần đổi chủ và dần rơi vào cảnh bị bỏ hoang. Sau khi gia đình Klatów mua lại biệt thự, họ tiến hành cải tạo một phần. Khi "Aida" thuộc sở hữu của Wiesława Klata, biệt thự trở thành trụ sở của quỹ Alternatywa và được sử dụng làm nơi tổ chức các buổi hội thảo sân khấu và giáo dục trẻ em thông qua lăng kính nghệ thuật và các trò chơi nghệ thuật.
Biệt thự "Aida" được ghi danh vào danh sách các di tích vào năm 2010. Từ năm 2011, biệt thự trở thành trụ sở của một bảo tàng lịch sử địa phương. Hiện nay, biệt thự là nơi diễn ra các buổi biểu diễn, gặp gỡ tác giả, hòa nhạc, triển lãm và buổi tối thơ.